# Guerrero Hill
Der Guerrero Hill (englisch; spanisch Cerro Guerrero; in Argentinien Cerro Argentino) ist ein 932 m hoher Hügel im Grahamland auf der Antarktischen Halbinsel. Auf der Trinity-Halbinsel ragt er 5,51 km östlich bis nördlich des Konush Hill und etwa 18 km südsüdöstlich des Kap Ducorps in den nördlichen Ausläufern des Louis-Philippe-Plateaus auf.
Chilenische Wissenschaftler benannten ihn nach José N. Guerrero Villarroel, der 1916 zur Besatzung der Yelcho zur Rettung der auf Elephant Island gestrandeten Mitglieder der Endurance-Expedition (1914–1917) des britischen Polarforschers Ernest Shackleton gehört hatte. Die argentinische Benennung erfolgte 1976.